# Chillicothe, Illinois
Chillicothe là một thành phố thuộc quận Peoria, tiểu bang Illinois, Hoa Kỳ. Năm 2010, dân số của thành phố này là 6097 người.

## Dân số
Dân số qua các năm:
- Năm 2000: 5996 người.
- Năm 2010: 6097 người.